# رادئون سری آرایکس۴۰۰
رادئون سری RX400 (انگلیسی: Radeon RX 400 series) مجموعه‌ای از پردازنده‌های گرافیک ساخته شده توسط شرکت ای‌ام‌دی و از زیرمجموعه‌های رادئون است. این پردازنده‌ها با اسم رمز پولاریس عرضه شدند و از فناوری ۱۴ نانومتری و معماری گرافیک کر نکست استفاده می‌نمایند.